# Christian Lealiʻifano
Christian Pharaoh Lealiʻifano (Auckland, 24 settembre 1987) è un rugbista a 15 neozelandese, che gioca come mediano di apertura nei Moana Pasifika. Dopo aver disputato la Coppa del Mondo di rugby 2019 con l'Australia, rappresenta Samoa dal 2023.

## Biografia
Nato ad Auckland, in Nuova Zelanda, da famiglia samoana, vive in Australia dall'età di sette anni, quando la sua famiglia emigrò a Melbourne per lavoro.
Già prima della maggiore età rappresentò l'Australia a livello giovanile (Nazionale studentesca e Under-19) nel ruolo di mediano d'apertura; nel 2007 entrò nei Brumbies di Canberra e in quello stesso anno il club lo prestò all'effimera formazione dei Canberra Vikings che disputarono l'unica edizione mai tenutasi dell'Australian Rugby Championship; tornato a tempo pieno nei Brumbies, con cui debuttò in Super 14 nel 2008, assunse la posizione di tre quarti centro.
Nel 2010 ebbe una stagione in Nuova Zelanda nella squadra provinciale di Waikato, con cui giunse fino alla finale di quell'edizione del campionato nazionale neozelandese; incluso nella rosa degli Chiefs, la franchise di Waikato in Super Rugby, per il 2011, non scese mai in campo per essa e in corso di stagione tornò in Australia ai Brumbies.
L'esordio negli Wallabies è del giugno 2013 contro i British Lions, nel primo dei tre test match della serie contro la selezione interbritannica; la partita di Lealiʻifano durò tuttavia poco più di un minuto, il tempo di infortunarsi in uno scontro con il gallese Jonathan Davies; scese in campo anche nei due successivi incontri della serie, con 22 punti complessivi, anche se l'Australia perse il confronto generale per due incontri a uno.
Un mese più tardi disputò la finale del Super Rugby 2013 a Hamilton; nonostante il suo score personale di 22 punti, ovvero il totale di quelli realizzati dalla sua squadra, furono i padroni di casa degli Chiefs ad assicurarsi il titolo, vincendo 27-22 proprio nel finale; a seguire scese in campo per l'Australia in tutti i sei incontri del Championship 2013.
Rimasto escluso dalle convocazioni per la Coppa del Mondo di rugby 2015 a seguito del richiamo in squadra di Matt Giteau, espatriato al Tolone in Francia grazie alle nuove regole federali di idoneità internazionali estese anche ai giocatori che hanno lasciato il Paese, a Lealiʻifano fu offerta dalla Federazione una clausola nel contratto che gli permetteva, nel periodo interstagionale, di poter militare all'estero con intatte possibilità di essere convocabile dalla selezione nazionale.
A maggio 2016 decise quindi, dopo la fine del Super Rugby, di firmare un contratto per la squadra giapponese del Suntory Sungoliath ma, nell'agosto successivo, è stato reso noto che Lealiʻifano è in trattamento per la cura della leucemia diagnosticatagli pochi giorni prima.